# Skuespiller
 Der er for få eller ingen kildehenvisninger i denne artikel, hvilket er et problem. Du kan hjælpe ved at angive troværdige kilder til de påstande, som fremføres i artiklen.

En skuespiller er en person, der agerer i en dramatisk tekst og arbejder i teater, film, tv eller radio. Skuespillere kan også optræde som sangere, dansere, stand-up'ere eller lægge stemmer til roller i tegnefilm, tegnefilmsdubber. En kvindelig skuespiller kan benævnes skuespillerinde.

## Etymologi
Oprindelsen til det danske ord skuespiller er det tyske Schauspieler. Det græske ord for skuespiller, hypokritēs, betyder 'at foregive', 'at agere' eller 'den, der svarer koret'. Skuespilleren er således den, der handler under opdigtede omstændigheder og ved at foregive at være en anden. En tidlig dansk betegnelse for skuespiller var aktør, jf. den engelske betegnelse for skuespiller: actor. Aktøraspektet henviser til skuespilleren som en handlende/agerende person. 1800-tallets betegnelse for personerne i et skuespil var 'de handlende' eller 'de agerende'.

## Historie
Det første historiske vidnebyrd om en navngiven skuespillers optræden i år 534 f.Kr. er i Aristoteles' 'Poetik'. Han nævner en skuespiller på Dionysosteatret i Grækenland der hed Thespis, og denne Thespis opfandt angiveligt skuespilkunsten i Vesten, fordi han i stedet for at fortælle en historie som sig selv, talte og handlede som en anden. Navnet indgår i udtrykket 'Thespiskærren', der bruges om omrejsende teaterselskaber.
I antikkens Rom opnåede flere skuespillere, skønt de var slaver, stor berømmelse i opførelser af bl.a. Plautus' værker.
I almindeligt omdømme var skuespillere ikke-respektable. Den opfattelse varede til op i renæssancen, hvor skuespillere end ikke kunne begraves i indviet jord. Først med Shakespeare og det Elizabethanske Teater genvandt skuespilleren en vis borgerlig agtelse.
Frem til det 17. århundrede blev kvinderollerne spillet af mænd eller drenge, fordi det var forbudt kvinder at optræde. Det blev betragtet som skamløst og uværdigt. Venedig var det første sted, der tillod kvindelige aktører, og det spredte sig derfra til resten af Europa. I samme periode begyndte skuespillerens anseelse at vokse, og med filmens fremkomst i det 20. århundrede blev faget attraktivt. Populære skuespillere oplevede (og oplever) verdenomspændende berømmelse. Den amerikanske skuespiller og teaterpædagog Stella Adler gik så vidt som til at hævde, at de bedste og mest berømte skuespillere udgjorde 'the American Aristocracy' – det amerikanske aristokrati. Der er dog stadig dem, der ikke anser skuespil for at være 'rigtigt arbejde'.

## Teknik
Skuespillerens teknik, altså de greb skuespilleren anvender til at agere en anden, blev videregivet i form af mesterlære helt frem til det 19. århundrede.
De skrevne kilder til skuespillets teknik før det 18. århundrede er få og spredte. Den bedst kendte beskrivelse stammer fra Shakespeares skuespil Hamlet (3. akt scene 2), hvor Hamlet fortæller skuespillerne hvordan de skal spille:
Tilpas handlingen til ordet og ordet til handlingen, med den særlige begrænsning at du ikke overskrider naturens egen beskedenhed. For alt der overgøres sådan har ikke noget med spillets formål at gøre, som altid har været og stadig er at holde et spejl op for naturen; at vise dydens hendes træk, håne hendes billede af sig selv, og vise selve tidsånden sin egenart og sit udtryk. Hvis det overgøres eller er for svagt, vil det – selv om det får den uvidende til at grine – få kenderen til at græmme sig. Og kenderens dom opvejer en hel sal af de andres. Årh! Jeg har set og hørt skuespillere, som andre har rost til skyerne, skuespillere – de kunne hverken tale eller gå som kristne, som hedninge eller som mennesker – der spankulerede og brølte sådan at man skulle tro at en eller anden elendig omrejsende håndværker havde lavet dem på en dårlig dag, så elendigt imiterede de det menneskelige.
Først i 1700-tallet begyndte intellektuelle overvejelser om, hvori skuespillerens kunst består og hvad skuespilleren gør og kan. Franskmanden Dennis Diderot skrev i 1777 Dialog om skuespilkunsten (dansk 1949) og rejste spørgsmålet om skuespilleren er 'varm' eller 'kold'. Altså om skuepilleren føler noget eller forstiller sig.
En egentlig systematisk undersøgelse af skuespillets teknik kom først med den russiske skuespiller, instruktør og teaterleder Konstantin Stanislavski (1863-1938). Han brugte et helt liv på at udforske metoder til at opnå skuespillerens realistiske, overbevisende og inspirerede ageren på scenen og hans arbejde har lige siden været referencepunkt for den vestlige verdens skuespilteknik.
Kernen i Stanislavskis teknik var indlevelse og virkelighedsforbundet fantasi, således at skuespillerens ægte følelser og sande adfærd kunne vækkes for dermed at overbevise publikum om det virkelige i den fiktive situation. Dermed evner skuespilleren at rive publikum med i en overbevisende fremstilling.
Over for Stanislavskis indlevelse hævdede tyskeren Bertolt Brecht (1898-1956), at skuespillerens vigtigste teknik var Verfremdung (fremmedgørelse), idet han mente at skuespilkunst drejer sig om at få publikum til at reflektere over handlingen i et stykke ved at gøre det velkendte fremmed.
Brechts overvejelser har stadig indflydelse på den europæiske tankegang, hvorimod Stanislavskis arbejde især videreførtes og blev videreudviklet i USA. I 1929 grundlagdes The Group Theatre – en sammenslutning af ca. 30 skuespillere, instruktører og forfattere, der havde det erklærede mål at gøre Stanislavski kunsten efter eller ligefrem forbedre hans teknik. The Group bestod kun i 10 år, men lagde grunden til en række verdensberømte skuespilteknikker og dermed til det 20. århundredes amerikanske dominans på filmområdet. Forfatteren Arthur Miller og filminstruktøren Harold Clurman var med i gruppen.
Med hensyn til skuespilteknik skilte tre sig ud fra The Group: 
- Lee Strasberg (1901-82). Med noget der lignede fanatisme jagtede Strasberg den ægte følelse hos skuespilleren. Han grundlagde Actors Studio, som dominerede 40'ernes, 50'ernes og 60'ernes skuepilteknik. Skuespillere som Marilyn Monroe, James Dean og Montgomery Clift var blandt hans elever. I dag driver bl.a. Al Pacino Actors Studio videre.

- Stella Adler (1901-92). Adler var den der videreførte Stanislavskis arbejde mest loyalt. Hun lagde især vægt på 'de givne omstændigheder' i forlængelse af sine samtaler med Stanislavski. Hun oprettede sit eget studio SAS (Stella Adler Studio), der stadig eksisterer. Blandt hendes elever var Marlon Brando og Robert de Niro.

- Sanford Meisner (1905-97) udviklede sin egen metode kaldet 'repetitions-teknik' eller 'Meisner-teknik', som i dag er en af de mest udbredte. Han underviste i en menneskealder på Neighborhood Playhouse, hvor han formulerede en definition på skuespil som nyder bred anerkendelse: "at spille skuespil er at leve sandfærdigt under opdigtede omstændigheder". Blandt hans mest kendte elever er Sandra Bullock, Robert Duvall, Diane Keaton og Susan Sarandon. Også instruktøren Sydney Pollack og forfatteren David Mamet er uddannet af Meisner.

Disse tres videreudvikling af Stanislavskis teknik har fået den upræcise overskrift method-acting. Det er en populær misforståelse af The Method, at skuespilleren 'bliver' rollen[kilde mangler], men realiteten er, at alle tre teknikker udgør en skridt for skridt-metode til at opnå skuespillerens overbevisende, medrivende og usynlige præstation.
Der er endnu i dag ganske stor forskel på den amerikanske og den europæiske spillestil. Det amerikanske ideal er – i forlængelse af Stanislavski – at være 100 % naturtro gennem indlevelse, mens der i den kontinentale europæiske stil er en større tendens til at gestalte en rolle og dermed distancere sig fra den.

### Uddannelse
I Danmark findes både uddannede og selvlærte skuespillere. Der er intet arbejdsgiverkrav om uddannelse, og titlen skuespiller er ikke beskyttet. 
Der findes tre statsstøttede skuespillerskoler og ét statsstøttet musicalakademi samt et par privatskoler i landet, der nyder professionel anerkendelse.
Statens Teaterskole i København, skuespilleruddannelsen ved Aarhus Teater, Skuespillerskolen i Odense, samt Det Danske Musicalakademi i Fredericia er offentligt støttet. Ophelia (skuespillerskole) på Gasværksvej på Vesterbro samt Film/Teaterskolen Holberg i København er private metodeskoler.